# Mahret Ifeoma Kupka

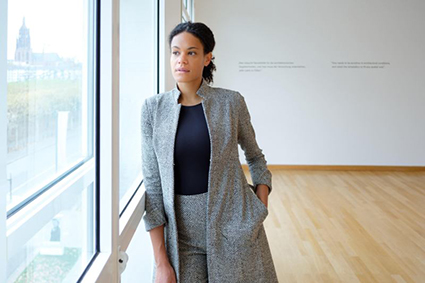
Mahret Ifeoma Kupka (2017)

Mahret Ifeoma Kupka (geboren 1980 in Hanau) ist eine deutsche Kunstwissenschaftlerin, Kuratorin und Autorin. Seit 2013 ist sie Kuratorin für Mode, Körper und Performatives am Museum Angewandte Kunst in Frankfurt am Main.

## Leben und Wirken
Mahret Ifeoma Kupka wuchs in der Nähe ihrer Geburtsstadt Hanau im Main-Kinzig-Kreis auf. Ihre Eltern lernten sich in Hamburg kennen, wohin ihre Mutter aus Nigeria zum Studieren gekommen war. Sie hat einen jüngeren Bruder.
Kupka studierte nach dem Abitur im Jahr 1999 zunächst von 2000 bis 2001 an der Universität Frankfurt am Main Germanistik, Kunstgeschichte und Politikwissenschaft und wechselte dann bis zur Zwischenprüfung im Jahr 2003 an die Universität Stuttgart. Für das Hauptstudium, das sie 2008 mit dem Diplom beendete, ging sie an die Hochschule für Gestaltung in Karlsruhe, wo sie die Fächer Kunstwissenschaft und Medientheorie, Philosophie und Ausstellungsdesign belegte. Parallel – von 2003 bis 2006 – studierte sie das Fach Volkswirtschaftslehre im Nebenfach an der Universität in Heidelberg.
Ab 2006 war sie zeitgleich zum Studium mit ihrem Blog F&Art (fnart.org), später modekoerper.de, eine der ersten Modebloggerinnen in Deutschland. Die Welt listete sie 2008 als eine der 20 wichtigsten Modebloggerinnen. Ihr 2008 ebenfalls unter dem Namen modekoerper eröffneter Twitter-Account hat rund 13.000 Follower. Von 2008 bis 2010 schrieb sie darüber hinaus für das Modeblog des Versandunternehmens Otto twoforfashion.de und professionalisierte damit ihre Tätigkeit. Über ihre Bekanntheit als Bloggerin wurde sie als Gastautorin von verschiedenen überregionalen Medien, wie etwa The European, FAZ, Indie, Blonde, Qvest und J'n'C angefragt.
2008 zog sie nach Berlin. Dort war sie von 2010 bis 2011 Lehrbeauftragte im Fach Modesoziologie an der Mediadesign Hochschule Berlin im Studiengang Modedesign und von 2012 bis 2013 Dozentin für Modetheorie an der  AMD Akademie Mode & Design tätig. Parallel promovierte sie ab 2010 in Karlsruhe bei Wolfgang Ullrich und Elke Gaugele (Kunstakademie Wien). Im Jahr 2012 war sie bereits als Gastkuratorin für zeitgenössische Mode am Museum für Angewandte Kunst in Frankfurt am Main tätig, ehe sie 2013 dort in eine Festanstellung wechselte. Dort realisiert sie Ausstellungen über zeitgenössische Moden und Stilphänomene. 2014 legte sie ihre Dissertationsschrift zum Thema „They want to be the next Anna Wintour“ – von Modeblogs und der Revolutionierung der Mode vor, das Promotionsverfahren schloss sie im Jahr 2015 ab.

## Publizistische Tätigkeit
Mahret Ifeoma Kupka ist Beiratsmitglied der Initiative Schwarze Menschen in Deutschland (ISD) und wird durch ihr Engagement gegen Rassismus sowie für Feminismus und Dekolonisierung des Kunst- und Kulturbetriebs wiederholt als Interviewpartnerin überregionaler Medien angefragt, ebenso wie als Vortragsrednerin und Autorin von Kommentaren, Essays und Stellungnahmen.
In zahlreichen Interviews, etwa zum Humboldt Forum, diskutiert sie Fragen der Restitution und der Sichtbarkeit postkolonialer Perspektiven auch in der Kunst und ästhetischen Praxis. Zentral für ihr Arbeiten ist eine Kritik an der musealen Repräsentationspraxis, das heißt, der Art und Weise, wie Museen Objekte ausstellen, und wen sie damit adressieren. Als Kuratorin bearbeitet sie solche Fragen, indem sie die politische, ökonomische und emanzipative Funktion von Mode sichtbar macht.
2019 war Kupka als Projektkoordinatorin der Schau Contemporary Muslim Fashions tätig, die zuvor in San Francisco gezeigt worden war. Die Ausstellung wurde vor allem in Deutschland sehr kontrovers besprochen, wie Manuel Almeida Vergara in der Frankfurter Rundschau schreibt, insbesondere „von politischen Akteuren des rechten Spektrums“, aber „auch von Fürsprecherinnen eines überholten Altfeminismus“. Diese Kontroverse sei international in der Presse auf Verständnislosigkeit getroffen, so Vergara.
Im Jahr 2020 nahm Kupka als Porträtierte Teil am Fotoprojekt This is what a feminist looks like – in Frankfurt der Fotografin Katharina Dubno, welches auf Initiative des Frauenreferats der Stadt Frankfurt in der Galerie Heussenstamm vom 11. März bis 9. April 2020 ausgestellt wurde.

## Kuratierte Ausstellungen (Auswahl)
- 2013 zus. m. Matthias Wagner K: Draussen im Dunkel. Weitermachen nach der Mode.
- 2014 als Ausstellungsleiterin: The Weather Diaries. 3rd Nordic Fashion Biennale.
- 2015 Mode Bewegt Bild. The Fashion Film Effect.
- 2017 zus. m. Christine Nippe, Juliane Duft, Matthias Wagner K: SUR/FACE. Mirrors.
- 2018 Lara protects me. A Georgian Story.
- 2019 zus. m. Matthias Wagner K als Koordinatorin: Contemporary Muslim Fashions.
- 2020 Life doesn’t frighten me. Michelle Elie wears Comme des Garçons.

## Zitate
„Das gemeinsame Ziel muss sein, Rassismus anzuerkennen und zu überwinden. Dazu muss er aber aus den unbewussten Windungen an die Oberfläche gebracht und aus den Strukturen herausgekratzt werden. Individuell wegargumentieren oder totschweigen lässt er sich nicht.“

## Publikationen

### Herausgeberschaften
- zus. m. Matthias Wagner K (Hrsg.): SUR/FACE_Spiegel. Revolver Publishing, Berlin 2017, ISBN 978-3-95763-397-2.
- zus. m. Matthias Wagner (Hrsg.): Lara protects me: A Georgian Story. Revolver Publishing, Berlin 2019, ISBN 978-3-95763-436-8.

### Essays und Beiträge (Auswahl)
- Die Skinny-Jeans als Uniform des Mageren. In: Diana Weis (Hrsg.): Cool aussehen. Mode und Jugendkulturen. Hirnkost Verlag, Berlin 2012, ISBN 978-3-943774-00-9.
- Jenseits der Mode liegt das Schweigen. Über die Unmöglichkeit das Undenkbare zu denken. In: Rainer Wenrich (Hrsg.): Die Medialität der Mode. Kleidung als kulturelle Praxis. Perspektiven für eine Modewissenschaft. Transcript Verlag, Bielefeld 2015, ISBN 978-3-8376-2559-2, S. 59–71.
- #teamMe. In: Olga Blumhardt und Antje Drinkuth (Hrsg.): Traces: Fashion & Migration. Distanz Verlag, Berlin 2017, ISBN 978-3-95476-197-5.
- Latentes Unbehagen. Die Schirn Kunsthalle befasst sich mit dem Kolonialismus … In: Frankfurter Rundschau, vom 10. November 2018, abgerufen am 5. Juni 2020.
- Koloniale Raubkunst. In: Der Freitag, Ausgabe 48/2018, vom 29. November 2018, abgerufen am 5. Juni 2020.
- Farbe bekennen. In: Deutschlandfunk.de, Reihe Identitäten (6/7), vom 12. Januar 2020, abgerufen am 5. Juni 2020.
- Wir brauchen neue Wege des Denkens. In: Der Freitag, Ausgabe 25/2020, vom 19. Juni 2020, abgerufen am 27. Juli 2020.